# Petra Sprecher
Petra Sprecher (Basilea, 2 de agosto de 1973) es una artista de circo, especialista de cine y actriz suiza. Es conocida por ser la creadora del número Cloudswing en Quidam del Cirque du Soleil.

## Trayectoria
Sprecher nació en Basilea, Suiza, de Priska, una maestra de escuela suiza-alemana, y Peter Osimadu, un periodista nigeriano. Se crio con su madre y su padrastro, Franz Sprecher, un banquero suizo.
A los seis años, comenzó a trabajar como artista en el circo juvenil Basilisk durante un período de diez años, y a los diecisiete, comenzó a estudiar teatro físico en Zúrich. A los diecinueve años, Sprecher fue una de las siete personas seleccionadas en todo el mundo para ser aceptadas en la prestigiosa École Nationale de Cirque de Montreal, graduándose en 1996. Representó a la escuela y a Canadá en el Festival Internacional de Circo de Wuqiao (中国吴桥国际杂技艺术节) en Shijiazhuang, China con su número Cloudswing y ganó el León de Bronce, lo que le valió un contrato como artista invitada para la fase de creación y la gira norteamericana de tres años de Quidam del Cirque du Soleil.
Gracias a su formación en el mundo del circo, y en especial a su experiencia como trapecista en el Cirque du Soleil, Sprecher se introdujo en el mundo de las acrobacias en Hollywood y comenzó su carrera en el cine y la televisión en 2001, cuando el coordinador de acrobacias y director de segunda unidad Brian Smrz, la contrató para realizar acrobacias, en concreto vuelos de altura, en Minority Report, protagonizada por Tom Cruise. Este debut la llevó a realizar muchas más escenas de riesgo con algunos de los mejores coordinadores de la industria, lo que le permitió incorporar y acumular una amplia gama de habilidades.   
En el terreno de las escenas de riesgo, es una doble establecida para las actrices afroamericanas. Algunos de sus trabajos como doble más destacados son Mariah Carey en The House, Vivica A. Fox en Independence Day: Resurgence y Rosario Dawson en Eagle Eye, por el que fue nominada doblemente a los Taurus World Stunt Awards a Mejor Trabajo de altura y Mejor trabajo de doblaje realizado por una mujer. Una de sus acrobacias más peligrosas fue cuando tuvo que dejarse atropellar por un coche en la serie de AMC Feed the Beast, emitida en agosto de 2016.

## Filmografía
| Año  | Película                                               | Actriz | Acróbata | Role                                 | Notes                                |
| 2002 | Minority Report                                        | Sí     | Sí       | Pre-cog, Doble de riesgo             | Actor principal: Tom Cruise          |
| 2002 | The Time Machine                                       | Sí     | No       | Eloi                                 | Actor principal: Guy Pearce          |
| 2002 | Men In Black II                                        | Sí     | No       | Actor principal:                     | Actor principal: Will Smith          |
| 2002 | The Shield                                             | Sí     | No       | Twanya                               | Actor principal: Michael Chiklis     |
| 2002 | Scrubs                                                 | Sí     | No       | Enfermera                            | Actor principal: Zach Braff          |
| 2003 | Pirates of the Caribbean: The Curse of the Black Pearl | Sí     | Sí       | Mujer luchadora, doble de riesgo     | Actor principal: Johnny Depp         |
| 2003 | She Spies                                              | Sí     | No       | Secretaria                           | Actriz principal: Natasha Henstridge |
| 2003 | Alias                                                  | No     | Sí       | Doble de riesgo                      | Actriz principal: Jennifer Garner    |
| 2003 | Birds Of Prey                                          | Sí     | No       | Modelo de pasarela con ametralladora | Actriz principal: Ashley Scott       |
| 2004 | Charmed                                                | Sí     | No       | Harpy                                | Actriz principal: Alyssa Milano      |
| 2004 | Taxi                                                   | No     | Sí       | Acróbata                             | Actriz principal: Queen Latifah      |
| 2005 | Aeon Flux                                              | No     | Sí       | Doble de riesgo                      | Actriz principal: Charlize Theron    |
| 2006 | The Shield                                             | No     | Sí       | Doble de riesgo                      | Actor principal: Michael Chiklis     |
| 2006 | Drake & Josh                                           | No     | Sí       | Doble de riesgo                      | Actor principal: Drake Bell          |
| 2007 | Jekyll                                                 | Sí     | No       | Christy Monster                      | Actor principal: Matt Keeslar        |
| 2008 | Hancock                                                | No     | Sí       | Doble de riesgo                      | Actor principal: Will Smith          |
| 2008 | Eagle Eye                                              | No     | Sí       | Doble de riesgo                      | Actor principal: Shia LaBeouf        |
| 2009 | Cold Case                                              | No     | Sí       | Doble de riesgo                      | Actriz principal: Kathryn Morris     |
| 2010 | The Forgotten                                          | No     | Sí       | Acróbata                             | Actor principal: Christian Slater    |
| 2011 | Colombiana                                             | No     | Sí       | Doble de riesgo                      | Actriz principal: Zoe Saldana        |
| 2012 | Flight                                                 | No     | Sí       | Doble de riesgo                      | Actor principal: Denzel Washington   |
| 2013 | The Haves And The Have Nots                            | No     | Sí       | Doble de riesgo                      | Actriz principal: Tika Sumpter       |
| 2014 | Mercenaries                                            | No     | Sí       | Doble de riesgo                      | Actriz principal: Zoë Bell           |
| 2015 | Criminal Minds                                         | No     | Sí       | Doble de riesgo                      | Actor principal: Joe Mantegna        |
| 2016 | Independence Day: Resurgence                           | No     | Sí       | Doble de riesgo                      | Actor principal: Liam Hemsworth      |
| 2016 | The Muppets                                            | Sí     | No       | Instructor Aéreo                     | Actor principal: Eric Jacobson       |
| 2016 | Feed the Beast                                         | No     | Sí       | Doble de riesgo                      | Actor principal: David Schwimmer     |
| 2016 | Fifty Shades of Black                                  | No     | Sí       | Doble de riesgo                      | Actor principal: Marlon Wayans       |
| 2017 | Scandal                                                | No     | Sí       | Doble de riesgo                      | Actriz principal: Kerry Washington   |
| 2017 | The House                                              | No     | Sí       | Doble de riesgo                      | Actor principal: Will Ferrell        |

## Reconocimientos
- 2009 - Nominación al Taurus World Stunt Awards, Eagle Eye, en la categoría de Mejor Acrobacia General realizada por una especialista y Mejor Trabajo en Altura, doblando a Rosario Dawson.[8]
- 2009 - Nominación a los Action Icon Awards, por Eagle Eye, especialista del año, doblando a Rosario Dawson.